# Administradoras de fondos de pensiones de Chile
Las administradoras de fondos de pensiones (AFP) de Chile son instituciones financieras privadas encargadas de administrar los fondos de cuentas individuales de ahorros para pensiones. Establecidas bajo el sistema de capitalización individual, se basa en que cada persona ahorra una parte de sus ingresos para sostener una pensión al momento de su jubilación. Este ahorro supone generar utilidades como todo instrumento financiero de ahorro.

## Historia

### Antecedentes
Previo a la reforma del sistema de pensiones existía en Chile un sistema de cajas de previsión, en el cual los trabajadores cotizaban de acuerdo a la rama de la industria a la cual pertenecían sus trabajos. Dichas cajas funcionaban de acuerdo al sistema que se conoce hoy como "de reparto", y se basaba en descontar una imposición a los trabajadores que pertenecían a la caja, para así pagar la pensión de los jubilados de dicha caja. 
Para el año 1968 existían en Chile cerca de 30 cajas previsionales, las cuales operaban por medio de más de 2000 leyes de la República. Cada año el Congreso despachaba distintas leyes para normar, establecer o fijar pensiones para grupos o personas en particular, o bien para el sistema en general. Es así como, por ejemplo, Eduardo Frei Montalva mencionaba que solo en el año 1968 se publicaron nuevas 1234 normas previsionales. El sistema de cajas favorecía el clientelismo político y así los grupos con mayor capacidad de presionar lograban mejores beneficios.

### Implementación

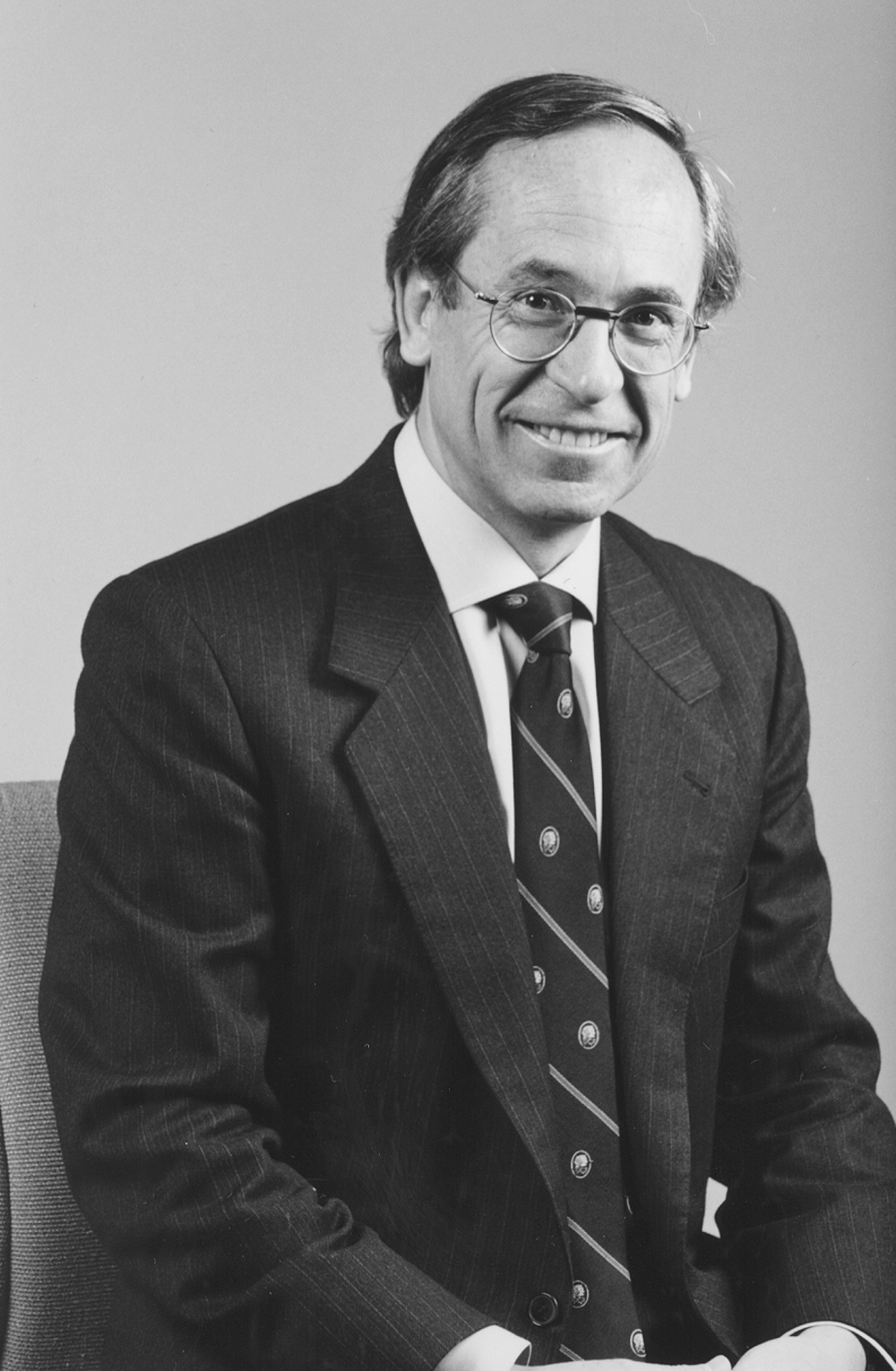
José Piñera Echenique es considerado el creador del sistema de Administradoras de fondos de pensiones. Fue ministro del Trabajo (1978-1980) y ministro de Minería (1980-1981).

Durante la dictadura militar en Chile, después de una serie de reuniones entre el Ministro del trabajo de ese entonces, José Piñera y la Junta Militar de Gobierno, fueron promulgados los Decretos Ley 3500 y 3501 el 4 de noviembre de 1980. Posteriormente, con la publicación del Decreto ley 3500 del 13 de noviembre de 1980 y el Decreto ley 3501 del 18 de noviembre de 1980 se reformó el sistema previsional transformándolo en un sistema de las pensiones de vejez, invalidez y supervivencia.
El decreto ley 3500 de 1980 permitió a los cotizantes del sistema de las cajas previsionales tomar una de dos opciones:
- Mantenerse en el antiguo sistema (Instituto de Normalización Previsional, actual Instituto de Previsión Social), o
- Trasladarse al nuevo sistema, emitiéndose un bono de reconocimiento por los montos anteriormente aportados para el afiliado y que constituye la primera cotización en una AFP.

Desde el 31 de diciembre de 1982 a la fecha se constituye en el único sistema previsional para todos los trabajadores nuevos, incorporándose automáticamente los nuevos trabajadores y contratos al nuevo sistema. Esta política de creación de cuentas de ahorro mediante la capitalización individual a largo plazo, fue de la mano con el proceso de bancarización masiva que experimentó el país desde la década de 1980 en adelante.

### Excepciones al Sistema de Capitalización Individual
El cambio de sistema previsional a modalidad de capitalización individual no afectó a los integrantes de las Fuerzas Armadas y Carabineros, quienes mantienen sus sistemas de cotización en base al sistema de reparto, por medio de la Caja de Previsión de la Defensa Nacional (CAPREDENA) y en la Dirección de Previsión de Carabineros de Chile (DIPRECA).

### Cambios en 2002
En 2002, el presidente Ricardo Lagos Escobar promulga la ley que crea los multifondos y permite a los cotizantes escoger el tipo de fondos para sus ahorros previsionales. Existen cinco: A, B, C, D y E, los cuales cada uno tienen distintos niveles de riesgo y rentabilidad esperada.
Tabla: Límite de inversiones máximos y mínimos en instrumentos de renta variable
| Fondo                               | Límite de inversión en renta variable | Límite de inversión en renta variable |
| Fondo                               | Máximo                                | Mínimo                                |
| ----------------------------------- | ------------------------------------- | ------------------------------------- |
| A - Más riesgoso                    | 80 %                                  | 40 %                                  |
| B - Riesgoso                        | 60 %                                  | 25 %                                  |
| C - Intermedio                      | 40 %                                  | 15 %                                  |
| D - Conservador                     | 20 %                                  | 5 %                                   |
| E - Más conservador                 | 5 %                                   | 0 %                                   |
| Fuente: AFP Modelo, febrero de 2019 |                                       |                                       |

### Reforma de 2008
El 11 de marzo de 2008 la presidenta Michelle Bachelet promulga la ley 20.255, que entró en vigencia el 1 de julio de ese año, aunque algunas modificaciones legales comenzaron a regir el 1 de julio de 2009 y el 1 de julio de 2012. Esta ley creó en el país un sistema de pensiones solidarias de vejez e invalidez —llamado «pilar solidario»—, complementario del sistema de pensiones a que se refiere el decreto ley 3.500 de 1980; este pilar solidario otorga beneficios de pensiones básicas solidarias de vejez e invalidez y aportes previsionales solidarios de vejez e invalidez, así como un bono por hijo. La ley estableció un Aporte previsional solidario de vejez, un aporte previsional solidario de invalidez, una pensión básica solidaria de vejez y un subsidio a la cotización de trabajadores jóvenes.
Para aumentar la competitividad del mercado, la reforma previsional creó un proceso de licitación, en que la AFP que presentara los menores costos para los afiliados se adjudicaría la cartera de nuevos afiliados al sistema por dos años. En febrero del año 2010, se realizó la primera licitación, siendo una nueva AFP, AFP Modelo, la que ofreció la menor comisión con 1,14 % de la remuneración imponible para los afiliados dependientes, independientes y voluntarios. De esta forma, a AFP Modelo ingresaron todos los nuevos afiliados al sistema entre los meses de agosto de 2010 y julio de 2012. En 2012, AFP Modelo se adjudicó la segunda licitación, para el período agosto de 2012 y julio de 2014 cobrando una comisión del 0,77 % de la remuneración imponible, prácticamente la mitad que la comisión promedio del sistema. La tercera licitación, en enero de 2014, la ganó AFP Planvital, que bajó la comisión al 0,47 %, beneficiando no solo a los nuevos cotizantes, sino a toda su cartera.
Andrés Velasco, el principal asesor económico del gobierno, abordó los dos principales problemas, como la cobertura de la población y el monto de los costos administrativos. Demasiadas personas se encontraban fuera del sistema de pensiones, y la acumulación de capital mediante el uso de los fondos de pensiones era bastante onerosa. La reforma sigue una recomendación del Banco Mundial, que encontró en el sistema de pensiones de 1980 un fuerte componente redistributivo a expensas de los trabajadores mal pagados u ocasionalmente desempleados. Una gran parte de la población chilena no puede financiar sus pensiones  porque muchos trabajadores no pueden contribuir regularmente con una cantidad mayor de dinero. Además, muchos trabajadores tienen dificultades para lograr los 20 años de cotizaciones para al menos calificar para una pensión mínima. Dado que los fondos de pensiones cobran altos costos administrativos fijos por persona asegurada y solo una pequeña parte de los costos administrativos depende del monto de la cuenta de capital, la acumulación de capital por los fondos de pensiones es muy poco rentable para los trabajadores con ingresos más bajos.
Para el año 2018 el 90,75 % de los jubilados de Chile recibía pensiones inferiores a 154 304 pesos mensuales (233 dólares), casi la mitad del sueldo mínimo. Esto representa entre un tercio y un 50% de los ingresos que recibían los pensionistas durante su vida laboral.

## Características
Las administradoras de fondos de pensiones (AFP), son sociedades anónimas cuyo objeto social exclusivo es la administración de un fondo de pensiones, así como el otorgamiento de las prestaciones por vejez, invalidez y sobrevivencia a sus afiliados, según lo dispuesto en la ley del sistema de ahorro para pensiones.
El sistema chileno tiene las siguientes características:
- Capitalización individual: Cada trabajador es propietario de una cuenta individual única de ahorro para su vejez, en la que se deposita sus cotizaciones. Estos depósitos se capitalizan de acuerdo al rendimiento que hubieren experimentado los fondos.
- Responsabilidad individual: La pensión que recibirá el trabajador en el futuro depende de los ahorros acumulados en su cuenta de AFP durante toda su vida de trabajo más las variaciones del mercado donde estas instituciones colocan esos fondos en forma de acciones. Con esto, el sistema de capitalización relaciona los beneficios que recibe el pensionado con su esfuerzo de ahorro.[24]
- Libertad individual: El sistema de capitalización individual brinda la total libertad para todos los trabajadores de cambiarse al sistema recién creado o mantenerse en el antiguo sistema público. Además, la edad de jubilación en Chile no es obligatoria.
- Seguridad: las AFP tienen un patrimonio distinto de los fondos que administran, por lo cual no pueden utilizar recursos de sus afiliados en sus gastos, pudiendo solo financiarse por lo que reciben por comisión de administración. Además, las AFP solo pueden realizar las inversiones en los instrumentos financieros señalados por la ley y, a la vez, deben mantener estrictas pautas de diversificación en sus inversiones.
- Seguro de invalidez y sobrevivencia: El sistema de AFP contempla la existencia de un seguro de invalidez y sobrevivencia (SIS) que financie las pensiones en caso de muerte o invalidez del trabajador y que deben ser contratados por las AFP, para sus afiliados, a una compañía de seguros. El costo del SIS en 2017 para todas las AFP, producto de la licitación, es de 1,41 % sobre la renta bruta de los trabajadores, la cual es de costo del empleador en el caso de los trabajadores dependientes.[25]
- Cotización: Cada trabajador dependiente debe depositar de forma obligatoria en su cuenta de capitalización, el 10 % de su renta bruta, depósito que debe ser efectuado por su empleador. Con la reforma previsional de 2008, se incorporó a los trabajadores independientes en esta obligación. Se permite que se incorporen gradualmente entre el 2012 y el 2015, pudiendo solicitar expresamente no cotizar. Desde esa fecha, es indeclinable.[26] Existe un tope máximo imponible que, a contar del día 1 de enero de 2018, es de UF 78,3.[27] Además, cada trabajador puede hacer un aporte voluntario a su cuenta de capitalización con el objeto de mejorar su pensión o de poder adelantar la edad en que inicie su retiro.[28]
- Tipos de pensión: Existen tres tipos de pensión. La pensión de vejez que se financia con los aportes hechos por el trabajador durante toda su vida laboral, sean estos los aportes obligatorios del 10 % de su renta bruta y los aportes voluntarios que realizó el ahorrante. Esta pensión puede ser pagada cuando el trabajador cumple la edad legal de jubilación o antes de esta si acumula los fondos necesarios para ello. Los otros tipos de pensión son las pensiones de invalidez y sobrevivencia, que se activan en caso de muerte o invalidez del trabajador y se financian con los aportes realizados con el trabajador a su cuenta y complementado con el SIS.
- Modalidades de pensión: existen cuatro opciones que cada trabajador, libremente, puede escoger al momento de pensionarse. Estas son: retiro programado, renta vitalicia inmediata, renta temporal con renta vitalicia diferida y renta vitalicia inmediata con retiro programado. La primera alternativa consiste en mantener los ahorros previsionales en la AFP efectuando giros mensuales con cargo a la cuenta de AFP como pensión la cual es calculada y actualizada conforme a distintos factores entre los que están el saldo acumulado, la esperanza de vida, el saldo en la cuenta, etc. En esta opción, el afiliado mantiene la propiedad de los fondos y en caso de fallecer constituyen herencia para sus sucesores. La segunda alternativa que tiene el pensionado consiste en comprar, a una compañía de seguros, una renta vitalicia por la cual, la compañía de seguros se compromete a pagar un monto fijo, en UF, para toda la vida del trabajador y para sus beneficiarios, según corresponda, en caso de fallecimiento. En la tercera opción, el trabajador compra una renta vitalicia para una fecha futura, manteniendo en su cuenta, un saldo que le permita financiar una renta temporal. Por último, en la cuarta alternativa, el trabajador elige, simultáneamente, una renta vitalicia y una pensión de retiro programado.
- Rol del Estado: El aparato estatal regula y supervisa el cumplimiento, por parte de las AFP, de las normas legales que regulan el sistema, mediante la Superintendencia de Pensiones (anteriormente Superintendencia de Administradoras de Fondos de Pensiones).
- Comisiones: Para sus gastos, las AFP cobran un porcentaje de la renta bruta del trabajador como comisión de administración, la cual varía desde el 0,69 % en la AFP que cobra menos, hasta el 1,48 % en la AFP que cobra más.[29]
- Multifondos: Desde el 2002, los usuarios pueden elegir que sus dineros se gestionen con diferentes niveles de riesgo y rentabilidad esperada, los llamados "fondos".[30] Estos están compuestos por combinaciones de instrumentos financieros de renta fija y variable. Instrumentos de renta fija corresponde a títulos del Banco Central, Tesorería General de la República, depósitos a plazo, pagarés, letras hipotecarias y similares. La renta variable son acciones, cuotas de fondos de inversión o fondos mutuos, certificados negociables emitidos por bancos depositarios extranjeros (ADR) y similares. El objetivo es mejorar la rentabilidad de los dineros depositados en las cuentas individuales.[31] Algunos proponen el cambio activo y frecuente como estrategia para mejorar la rentabilidad,[32] aunque otros no los recomiendan.[33]
- Rentabilidad no asegurada: A diferencia de otros sistemas, las AFP no pueden garantizar una rentabilidad, pues se basan en la inversión y rentabilización a través del manejo (a veces especulativo) sobre instrumentos de rentabilidad fija o variable. Este último instrumento (variable) a veces, no genera la rentabilización programada o estimada, generando pérdidas, las que impactan negativamente las cuentas de los afiliados al sistema, pero no a las AFP que no asumen o asumen en grado menor, las apuestas financieras más riesgosas que generaron pérdidas.
- Ahorro voluntario: Con la reforma previsional del 2008, se creó la posibilidad de incrementar los fondos a través de depósitos individuales de ahorro previsional voluntario (APV) y también colectivos (APVC), los cuales complementan este pilar,[34] en línea con lo que se ha hecho en otros países.[cita requerida] Estos fondos pueden ser administrados por las AFP o por otras instituciones como administradoras generales de fondos, aseguradoras, bancos, corredores de bolsa y otros entes financieros.[35]

## Resultados
Los pilares del sistema de pensiones de capitalización individual se han mantenido intactos durante seis gobiernos y en 2014 ascienden a 9,5 millones los afiliados con una cuenta de ahorro para la vejez. No obstante, en marzo de 2008 se llevó un cambio: se agregó un pilar solidario que se hará cargo de todas aquellas personas que hoy no están en el sistema por no haber cotizado.
En cuanto a la rentabilidad, desde el año 1981, los fondos, en promedio, han rentado al año un 8,37 % por sobre la inflación, considerando solo el fondo C, ya que es el único que está desde el inicio del sistema.[cita requerida]
Un estudio del profesor Ricardo Paredes de la Pontificia Universidad Católica de Chile, elaborado sobre la base de 26 000 casos reales de pensionados, que el sistema de AFP pagó pensiones similares al 87 % de las remuneraciones promedio de los últimos 10 años en el caso de los hombres y 58 % para las mujeres.

“Este estudio demuestra que el sistema ha sido eficiente en la administración de los fondos previsionales –convertir el ahorro en pensiones– pues las tasas de reemplazo son similares a los promedios de los países de la OCDE, que oscilan en torno al 69 %”
Ricardo Paredes

Según el economista Sebastián Edwards, el informe de la comisión Bravo muestra que el sistema entrega tasas de reemplazo mayores que la OECD para los hombres, pero menores para las mujeres, debido a su baja densidad de cotizaciones (períodos sin aportar) y su baja edad de jubilación.

La comisión Bravo en su diagnóstico ha analizado un montón de datos (falta cita) que demuestran que las tasas de reemplazo, definida como la pensión recibida como porcentaje de los últimos ingresos, son significativamente más bajas para las mujeres que para los hombres.
Sebastián Edwards

Por otra parte, un estudio de las pensiones en la OECD del 2013 tiene valores diferentes de las tasas de reemplazo de Chile y permite una comparación con las de otros países y sus diferentes esquemas de previsión social. A saber:
| Tasas de Reemplazo netas | Rentas Bajas | Rentas Promedio | Rentas Altas |
| --- | ------------ | --------------- | ------------ |
| Chile | 62,5 %       | 51,8 %          | 47,7 %       |
| Promedio OECD34 | 79,4 %       | 64,1 %          | 58,3 %       |
| Diferencia (Chile menos promedio OECD) | -16,9 %      | -12,3 %         | -10,6 %      |
| Fuente:OECD (2013), Pensions at a Glance 2013: OECD and G20 Indicators, OECD Publishing, Paris. http://dx.doi.org/10.1787/pension_glance-2013-en, Capítulo 4, Secciones 4.10 |              |                 |              |

Dentro de las diferencias, se puede mencionar el impacto de los impuestos a estos esquemas de pensiones (si las pensiones pagan los mismos u otros impuestos), así como las diversas combinaciones de ahorro privado y público tanto obligatorio como optativo para cada país.

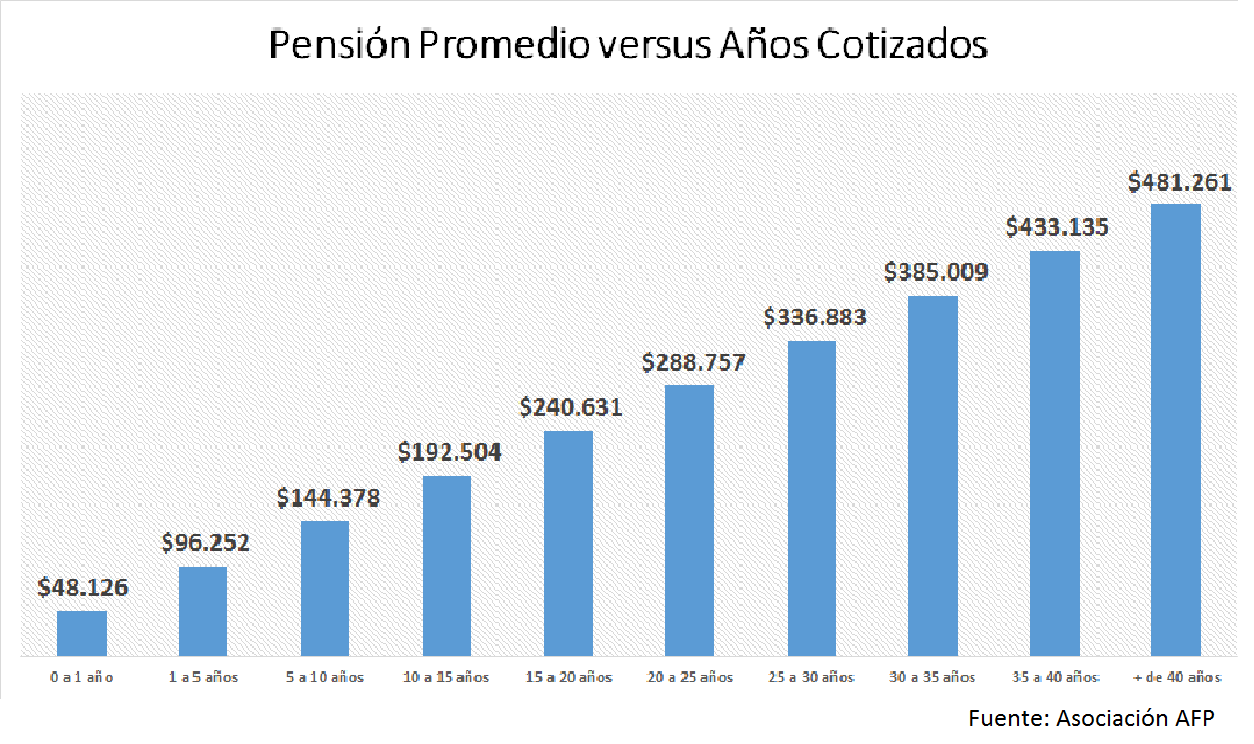
Gráfico con la pensión promedio mensual (en pesos chilenos) de un jubilado por el sistema de capitalización individual, versus la cantidad de años que en promedio aportó en su cuenta y que fue administrado por una AFP

El sistema luego de casi 40 años de operación, ha demostrado que una de las variables más importantes que determina el monto de las pensiones, es la cantidad de años que una persona cotiza, tal como lo muestra el siguiente gráfico contiguo. 
Un estudio de la Asociación de AFP, en sus resultados preliminares para las pensiones recibidas el año 2015 indican que aquellas personas que aquellos hombres que cotizaron sobre 30 años, recibieron una pensión promedio de $597 000, mientras que las mujeres recibieron por ese mismo período cotizado, una pensión promedio de $430 000. Por otra parte, aquellos hombres que cotizaron 10 años recibieron en promedio de $369 000 y las mujeres de $217 000.
Actualmente, el 90,75 % de los jubilados de Chile recibe pensiones inferiores a 154 304 pesos mensuales (233 dólares), casi la mitad del sueldo mínimo. Esto representa entre un tercio y un 50% de los ingresos que recibían los pensionistas durante su vida laboral.

## Exportación del modelo
El modelo de capitalización individual de pensiones chilena ha sido estudiado por Estados Unidos y China.[cita requerida]
En Europa el sistema fue implementado en Hungría y Polonia, pero ante las constantes pérdidas en el sistema individual Hungría abolió el sistema de capitalización individual; mientras que Polonia ha reducido la importancia de su operación para evitar el colapso del sistema individual. En septiembre de 2014 el primer ministro polaco Donald Tusk anunció su intención de deshacer las reformas del sistema de pensiones y volver a uno estatal.
En Argentina también se implantó pero fue renacionalizado debido a que ocasionó un perjuicio para el Estado, debido a la pérdida de ingresos fiscales que fue estimada en 65 000 millones de dólares (considerando el período 1994-2003). En Bolivia, desde el 10 de diciembre de 2010 se inicia el retorno de la administración de los fondos de pensiones al Estado, con esta ley de pensiones se establece que la administración estatal de estos fondos, al mismo tiempo que reduce la edad mínima necesaria para la jubilación a 58 años y 56 para los trabajadores mineros, de igual manera crea un fondo solidario formado por aportes patronales y de aquellos trabajadores con mayores ingresos, para mejorar la renta de los trabajadores de menores ingresos.

## Críticas y propuestas de cambios
Hasta ahora esta industria, no ha respondido al compromiso del marketing inicial donde se sostenía que habría una tasa de reemplazo aproximada de 70 %, (cita Sebastián Piñera, 2013) “...Cuando se diseñó este sistema, lo que se buscaba era que las personas pudieran jubilar con una pensión equivalente al 70 por ciento -NDR: Tasa de reemplazo- de los sueldos de los últimos cinco años y eso no está ocurriendo...”, los resultados muestran que Chile y su sistema de AFP está más de 10 puntos porcentuales bajo el promedio de la OCDE y entre 10% y 33 % alejado de su promesa inicial. De modo permanente, las evaluaciones a su funcionamiento eran negativas. En la medición de noviembre de 2013 de la Universidad de Santiago la tesis de terminar con el sistema de AFP y pasar a un sistema de reparto solidario obtuvo el 48 %.[cita requerida] En junio de 2016 la medición con el mismo instrumento había evolucionado a 61,3 %, luego de un proceso de politización de la temática en el marco de la promesa incumplida de un plan de reforma a las pensiones.
Además, en 2016 se generó otra polémica por las millonarias pensiones de Gendarmería.
En los últimos años se ha puesto en duda el rol de las AFP, debido a que las pensiones son muy inferiores a lo promulgado inicialmente. En este sentido se han elevado reclamaciones en contra de las administradoras por las bajas pensiones y las ganancias de estas instituciones. Lo anterior ha instalado críticas al sistema de pensiones, siendo calificado por sectores específicos de la población como "la mayor estafa legal de la historia".

### Fondo Monetario Internacional
En numerosos países latinoamericanos las posiciones económicas del Fondo Monetario Internacional han promovido la implantación de fondos privados de pensiones que no sustituyen los sistemas públicos ya que solamente son perceptores aquellos ciudadanos que acceden o pueden acceder a un fondo privado. Además, al estar sujetos a los vaivenes de la bolsa, pueden obtenerse beneficios o pérdidas que pueden enfrentar a millones de personas a la pobreza en la ancianidad.
En Latinoamérica la privatización de los sistemas públicos de pensiones tuvo su baluarte en Chile con la creación de administradoras de fondos de pensiones (AFP) en 1980. Las administradoras de fondos de pensiones de Chile buscaban acabar con los sistemas de reparto administrado por el Estado a través de aseguradoras estatales de pensión. Se argumentaba que las inversiones de las pirámides de poblaciones laborales y por tanto de aportes económicos por cotizaciones, presentaban una evolución de inviabilidad financiera. Las AFP debían administrar esas cotizaciones como ahorros en cuentas individuales de los trabajadores, y preveían tasas de interés que prometían superar las de los certificados de depósito a plazo fijo.
En 2004, el informe Mantener la promesa de la seguridad del ingreso en la vejez en América Latina del Banco Mundial alertaba del problema de la insuficiente cobertura de la reforma previsional impulsada para toda América Latina por el Fondo Monetario Internacional (FMI) durante los años noventa, siguiendo los resultados aparentemente triunfales del sistema en Chile. Entre las causas se mencionan las excesivas comisiones cobradas por las AFP (a pesar de que solo afectan el salario de las personas y no su pensión), que se han mantenido desde los primeros días así como la emergencia de un oligopolio.

### Paul Krugman
El sistema de AFP chileno fue fuertemente criticado por el economista estadounidense y premio Nobel de economía Paul Krugman cuando visitó Chile en 2009. En esa ocasión señaló: «En 2005 estaba de moda adoptar el sistema de pensiones chileno. Gracias a Dios seguimos teniendo un modelo estatal de pensiones» y añadió que, de haber hecho suyo el modelo de las AFP, en el país del norte «se hubiera producido otra gran crisis» (tomado del diario La Segunda).

### Estudio CENDA
En enero de 2013, el economista Joaquín Vial sostuvo que cerca del 60 % de quienes cotizan en las AFP desde su creación en 1981 recibirían $150 mil de pensión en promedio - lo cual encendió la discusión sobre cómo incentivar un mayor ahorro previsional. Sin embargo, el cálculo de Joaquín Vial era equivocado como lo señaló Mario Marcel, presidente de la Comisión de Reforma Previsional durante el gobierno de la presidenta Michelle Bachelet. El error de Joaquín Vial consiste en que su cálculo de pensiones promedio de $150 000 se basa en el ahorro hecho por los cotizantes desde la creación del sistema, sin considerar lo que las personas recibirían en razón del bono de reconocimiento, por haberse cambiado del sistema antiguo de reparto al nuevo de capitalización y, además, no hacer alguna separación entre cotizantes que han ahorrado pocos años de aquellos que lo han hecho durante toda su vida laboral, es decir, 35 a 45 años.
De acuerdo a un estudio de noviembre de 2013 del Centro de Estudios Nacionales de Desarrollo Alternativo (CENDA) y liderado por el economista Manuel Riesco, los trabajadores en 2012 cotizaron más del doble (4,3 billones de pesos) que las pensiones pagadas (2,1 billones) y adicionalmente el Estado entrega 1,4 billones en subsidios a las AFP, equivalente a dos tercios de las jubilaciones. Es decir, aproximadamente de cada 3 pesos ingresado, por cotizaciones y subsidios, solo sale uno (37 %). En su opinión "Es un sistema de ahorro forzoso, en que se saca dinero del bolsillo de los afiliados, equivalente al 13 % del sueldo, y se saca, por otro lado, una parte significativa de los ingresos fiscales, es decir, del IVA y los excedentes de Codelco, y se traspasa directamente a los bolsillos de las AFP y compañías de seguros y a los grandes grupos financieros". Igualmente acusa errores metodológicos en estudios que sostienen que la pensión promedio es el 80 % del sueldo imponible.
La considera "la tercera fuente de desigualdad del ingreso es esta, porque se lleva el 3,6 % del PIB" y en consecuencia propone expropiar los fondos de pensiones con el fin de retener ese "excedente de 4,7 billones de pesos anuales, que equivalen al 3,6 % del Producto Interno Bruto de 2012. Eso permitiría duplicar todas las pensiones que paga el sistema de AFP, para igualarlas con las que paga el sistema público. El resultado es que el Estado recibiría un 3,6 % del PIB, lo que equivale a aumentar en 10 % los ingresos fiscales generales. Con esto, el Estado podría duplicar las pensiones, que es hoy una demanda masiva del millón de personas que hoy reciben pensiones del sistema de AFP. Tú no puedes tener un país sin pensiones. Esto es insostenible". Y prevé que la crisis se agrave en 2016 cuando jubile la primera generación de trabajadores nativa del sistema actual, que no contarán con el bono de reconocimiento de quienes transitaron ambos sistemas de pensión.

### Propuestas políticas
Entre las propuestas que han aparecido está la creación de una administradora de fondos de pensiones estatal, la cual ha sido propuesta la presidenta Michelle Bachelet en el programa de su segundo mandato. Ella tendría por objetivo mejorar los niveles de competencia en la industria de las AFP, bajar las comisiones, mejorar la cobertura y las pensiones. Esta propuesta ha sido criticada por muchos expertos, por cuanto es dudoso que una AFP del Estado vaya a lograr una mayor rentabilidad que la que ha tenido el sistema y que pueda cobrar menor comisión que la AFP que cobra menos, sin recibir subsidios estatales. Otros opinan que al menos mejorará la competencia en el sector.
El creador del sistema, ministro del Trabajo durante la Dictadura militar, José Piñera, ha propuesto dos medidas que otorgarían un mayor grado de libertad a los cotizantes del sistema.[cita requerida] La primera, en atención al progresivo empoderamiento de los afiliados, consiste en ir permitiendo un mayor grado de autonomía a los trabajadores en la administración de sus propios ahorros, sujeto a idénticos criterios de seguridad y diversificación que el resto del sistema, junto con proteger al Estado de tener que subsidiarlos en el futuro. La segunda, considerando el aumento de la demanda de libertad de la sociedad chilena, consiste en ir eliminando la obligatoriedad de cotización cuando los fondos acumulados superen un determinado umbral que asegure pensiones un determinado número de veces superiores a la pensión básica, siempre que el afiliado esté dispuesto a renunciar de manera irrevocable a subsidios fiscales en el futuro. Actualmente, el sistema privado paga un poco más de un millón de pensiones y en promedio (incluyendo todos los subsidios del Estado) estas no superan los $200 000. En el caso de las pensiones de vejez, las que pagan directamente las AFP, el 90 % son menores a $144 000, lo que equivale al 64 % del salario mínimo chileno. Más del 95 % de los países en el mundo tienen como eje central de su sistema de pensiones un modelo de reparto
El 16 de junio de 2014 la presidenta Michelle Bachelet firmó el proyecto de ley para la creación de una AFP estatal, la cual jamás se concretó.

### Coordinadora No + AFP

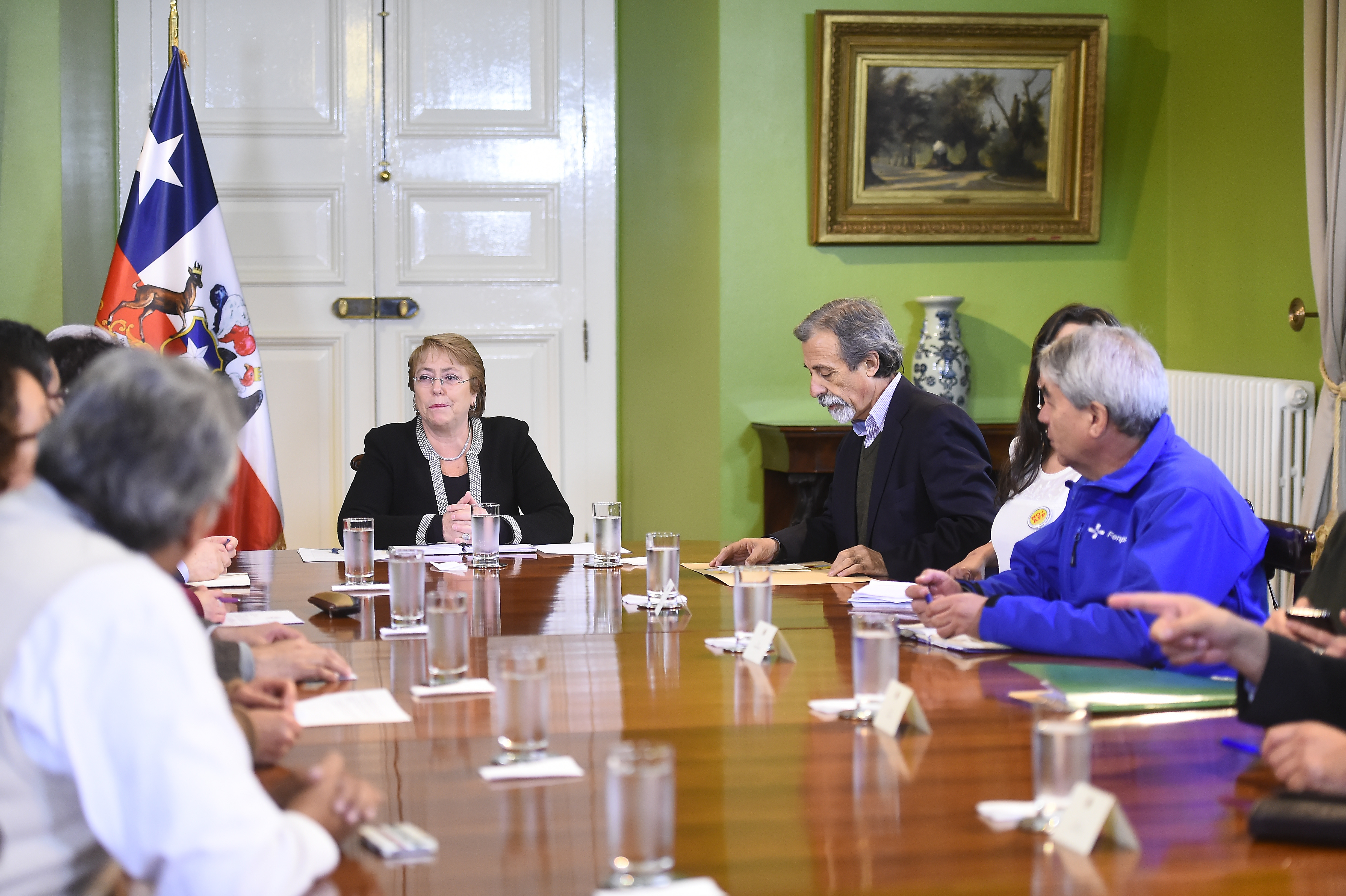
Reunión entre Michelle Bachelet y "Coordinadora No + AFP"

En agosto de 2016 se formó el movimiento "Coordinadora No + AFP" y liderado por Luis Mesina, el que ha convocado a la ciudadanía para protestar en las principales ciudades del país contra el actual sistema de pensiones. Afirman que el nivel de vida de los asalariados se deteriorará significativamente, pues recibirán una pensión equivalente a la tercera parte de su remuneración.
La intendencia metropolitana les permitió marchar el domingo 21 de agosto por la Alameda, con una asistencia estimada en 600 mil personas. Hubo manifestaciones en diversas comunas de Santiago (Providencia, Santiago, San Miguel, Ñuñoa y La Florida),  del Gran Concepción y el Gran Valparaíso, así como también en Temuco, Cañete, Toltén, La Serena y Valdivia. En la totalidad de los países desarrollados y en casi la totalidad de los países afiliados a la OCDE, existen sistemas públicos de pensiones, cuyas jubilaciones alcanzan a un promedio 70 % de los ingresos obtenidos durante la etapa laboral y los sistemas privados de pensiones son complementarios al público y en ningún caso lo sustituyen, como es el caso chileno, dónde el único sistema al cual tienen opción de afiliarse los trabajadores son las AFP.[cita requerida] Los sistemas públicos de pensiones son administrados por el Estado, además de ser de carácter tripartito, esto es que para el financiamiento de las pensiones contribuye el empleador, el estado y el trabajador. NO + AFP se reunió con el gobierno de la época para dialogar sobre el tema y encontrar soluciones al respecto.
NO + AFP se reunió con el gobierno de la época para presionar sobre el tema, pero no obtuvo resultados.
El día domingo 16 de octubre de 2016 se realizó la tercera marcha familiar nacional No + AFP, donde se llamó a desafiliarse masivamente de Provida y Cuprum, argumentando una evasión tributaria de más de 420 millones de dólares. Si tuvo éxito.

### Retiros del 10%
El 24 de julio del 2020 se promulgó la primera reforma constitucional que permitió el retiro excepcional de un 10 % de los fondos acumulados en las cuentas de capitalización individual, en el marco de la crisis económica provocada por la pandemia de COVID-19. Durante este tiempo, Chile se encontraba bajo un estado de excepción y toque de queda, además de una alerta sanitaria, que estableció el confinamiento y suspensión de algunos puestos de trabajo en varias localidades del país.
Los economistas chilenos tuvieron amplios debates sobre los posibles efectos que traería consigo la medida implementada, y si era pertinente realizar tal acción. Antes de su aprobación se pronosticaron varios efectos negativos que el retiro de los fondos de pensiones podía provocar, como por ejemplo una “caída catastrófica pronosticada en el valor de los fondos de pensiones, por la venta rápida y concentrada de activos” o “la caída de la bolsa”, sin embargo, estos pronósticos no se han cumplido.[cita requerida] Tomás Izquierdo, gerente general de GEMINES, declaró que “Si este es el primer paso para finalmente destruir el sistema de capitalización individual, el impacto que eso tiene en el ahorro nacional, el impacto que eso tiene en la fortaleza de la economía chilena en una perspectiva de mediano a largo plazo es enorme”.

## Actuales administradoras de fondos de pensiones
Existen siete administradoras de fondos de pensiones, de las cuales cinco son controladas por empresas multinacionales, como MetLife, Prudential Financial, BTG Pactual, Grupo Sura y Principal Financial Group.
En 2015 hubo una controversia en la creación de AFP Argentum, pues se sospechaba evasión tributaria por más de 80 mil millones de pesos, producto de la absorción de la AFP Cuprum.
Las administradoras de fondos de pensiones existentes en Chile hacia 2024 son:
| Nombre        | Propietario                                            |
| ------------- | ------------------------------------------------------ |
| AFP Habitat   | Prudential Financial Cámara Chilena de la Construcción |
| AFP Cuprum    | Principal Financial Group                              |
| AFP Capital   | Grupo Sura                                             |
| AFP Provida   | MetLife                                                |
| AFP Modelo    | Andrés Navarro Haeussler, fundador de Sonda            |
| AFP PlanVital | Assicurazioni Generali                                 |
| AFP Uno       | Tanza SpA, Ignacio Álvarez y José Manuel Álvarez       |